# ابتداع
الابتداع إيجاد شيء غير مسبوق بمادة ولا زمان، كالعقول، وهو يقابل التكوين، لكونه مسبوقا بالمادة، والأحداث، لكونه مسبوقا بالزمان، والتقابل بينهما تقابل التضاد إن كانا وجوديين، بأن يكون الابتداع عبارة عن الخلو عن المسبوقية بمادة، والتكوين عبارة عن المسبوقية بمادة، ويكون بينهما تقابل الإيجاب والسلب، إن كان أحدهما وجوديا والآخر عدميا.